# Silverton (Oregon)
Pour les articles homonymes, voir Silverton.
Silverton est une ville américaine située dans l'État de l'Oregon et dans le Comté de Marion (Oregon).

## Démographie
Au recensement de 2010, sa population était de 9 222 habitants dont 3 452 ménages et 2 442 familles résidentes. La densité de population était de 1 038,1 hab/km2
La répartition ethnique était de 89 % d'Euro-Américains et 11 % d'autres races.
En 2000, le revenu moyen par habitant était de 18 062 dollars avec 13 % vivant sous le seuil de pauvreté.

## Source
- (en) Cet article est partiellement ou en totalité issu de l’article de Wikipédia en anglais intitulé « Silverton, Oregon » (voir la liste des auteurs).